# Messier 93
M93 (Messier 93 / NGC 2447) is een open sterrenhoop in het sterrenbeeld Achtersteven (Puppis). Het hemelobject werd in 1781 ontdekt door Charles Messier en vervolgens door hem opgenomen in zijn catalogus van komeetachtige objecten als nummer 93.
M93 ligt op 3600 lichtjaar van de Aarde en meet 20-25 lichtjaar in diameter.